# Hemidactylus muriceus
Espèce
Synonymes
- Hemidactylus intestinalis Werner, 1897

Hemidactylus muriceus est une espèce de geckos de la famille des Gekkonidae.

## Répartition
Cette espèce se rencontre en Guinée, au Liberia, en Côte d'Ivoire, au Ghana, au Togo, au Bénin, au Nigeria, au Cameroun, au Gabon, au Congo-Brazzaville, et au Congo-Kinshasa.
Sa présence en Centrafrique est incertaine.

## Publication originale
- Peters, 1870 : Eine Mitteilung über neue Amphibien (Hemidactylus, Urosaura, Tropidolepisma, Geophis, Uriechis, Scaphiophis, Hoplocephlaus, Rana, Entomogossus, Cystignathus, Hylodes, Arthroleptis, Phyllobates, Cophomantis) des Königlich-zoologischen Museums. Monatsberichte der Königlich Preußischen Akademie der Wissenschaften zu Berlin, vol. 1870, p. 641-652 (texte intégral).